# 13:e våningen
13:e våningen är en science fiction-film från 1999 i regi av Josef Rusnak och producerad av Roland Emmerich. 
I rollerna Craig Bierko, Gretchen Mol, Armin Mueller-Stahl, Vincent D'Onofrio och Dennis Haysbert. 
Filmen är löst baserad på romanen Simulacron-3 av Daniel F. Galouye och den tyska miniserien Welt am Draht av Rainer Werner Fassbinder.
Filmen blev nominerad för Saturn Award för bästa science fiction film men priset gick till The Matrix.

## Handling
Några vetenskapsmän i 1990-talets Los Angeles bygger en virtuell värld placerad år 1937 där man scannas in för att kunna delta. Deltagandet sker genom att man tar över en existerande person i den virtuella världen. Men om man dör i den virtuella världen så återvänder den virtuella personen till ens kropp istället.
En av vetenskapsmännen upptäcker att den värld de själva lever i också är virtuell och lämnar ett meddelande i deras skapade virtuella värld där en bartender får nys om saken och beger sig utanför staden för att upptäcka dess trådnät. Bartendern lyckas ta sig till den värld där hans egen simuleras.
Efter diverse förvecklingar får allt till slut sin lösning i den riktiga världen år 2024.